# 静内町
静内町（しずないちょう）は、北海道の日高支庁管内に設置されていた町。
町名の由来は、アイヌ語の「スッナイ」（祖母の沢）もしくは「ストゥナイ」（ぶどうづるの沢）といわれる。
町内には牧場が多数所在しており、トウショウボーイ、サクラチヨノオー、ウイニングチケット、ウオッカなど多くの競走馬を輩出している。

## 地理

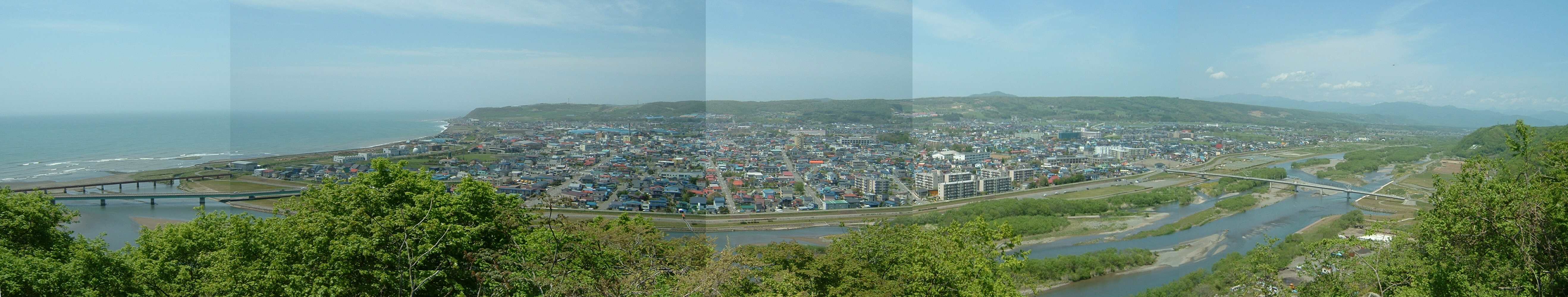
静内町市街地

日高支庁沿岸中部に位置する。南西部は太平洋に面し、北東部には日高山脈を抱える。静内川の河口に市街地が広がる。
- 山：笹山 (806 m)、イドンナップ岳 (1752 m)、ナメワッカ岳 (1799 m)、カムイエクウチカウシ (1979 m)、1839峰 (1842 m)、ハンベツ山 (1337 m)、シビチャリ山 (1627 m)、ペテカリ岳 (1736 m)、中ノ岳 (1519 m)、ピセナイ山 (1028 m)、ペラリ山 (719 m)
- 河川：静内川、古川、新沼津川（しんぬつがわ）
- 湖沼：静内湖、高見湖、東の沢湖（すべてダム湖）

### 隣接していた自治体
- 日高振興局（旧 日高支庁）
  - 新冠郡：新冠町
  - 三石郡：三石町
- 十勝総合振興局（旧 十勝支庁）
  - 広尾郡：大樹町
  - 河西郡：中札内村

## 沿革
- 1871年（明治3年）徳島藩筆頭家老稲田家の旧家臣546人が元静内に上陸
- 1881年 静内戸長役場が設置される
- 1909年 静内郡下下方村（しもげぼう）、上下方村（かみげほう）、中下方村（なかげほう）、遠仏村（とおぶつ）、碧蘂村（るべしべ）、市父村（いちぶ）、幕別村（まくんべつ）、捫別村（もんべつ）、目名村（めな）、農家村（のや）、有良村（うら）、春立村（はるたち）、婦蟹村（ふかに）、佐妻村（さめ）、音江村（おとえ）、遠別村（とおべつ）が合併、二級町村制施行、静内郡静内村が発足。
- 1924年（大正13年）一級町村制が施行される。
- 1931年 町制施行、静内町となる。
- 1950年（昭和25年）静内町開基80周年記念式典が挙行される。町章が制定される。
- 1970年 静内町100年記念式典が挙行される。
- 1990年（平成2年）静内町120年記念式典が挙行される。

2003年1月から、新冠町、三石町と合併を協議し、当初は市に昇格予定で、新市名称は「ひだか市」に決定していたが、その後新冠町から合併の時期の延期申し入れがあり、2004年12月7日をもって3町による合併協議は休止される事になった。
その後、三石町と新たに協議会を設置し、新町名を新ひだか町、合併期日を2006年3月31日とすることで合意、2005年3月22日に合併協定書に調印した。3月25日には両町議会で、7月1日には北海道議会で合併関連議案が可決され、8月19日には総務大臣が官報に告示、これにより静内町の歴史に終止符が打たれた。
合併に合わせて、新たに日高郡が設置されることになった。

### 地名の変遷
- 1924年 下下方、中下方、上下方（統合） → （大字）静内村
- 1934年 以下のように再編。
  - 静内村 → 神森、本町、吉野町、御幸町、古川町、中野、駒場
  - 有良 → 入船町、真歌、浦和
  - 遠仏 → 田原
  - 碧蘂 → 豊畑
  - 市父、幕別（統合） → 御園
  - 農家（分割） → 高見、農屋
  - 捫別 → 東静内
  - 婦蟹 → 川合
  - 佐妻 → 西川
  - 音江、遠別（統合） → 東別
- 1955年 古川町から青柳町が分立。
- 1976年 本町、吉野町、御幸町、古川町、青柳町、中野、駒場、入船町の各町を再編。
→ 本町、吉野町、ときわ町、御幸町、こうせい町、古川町、緑町、青柳町、中野町、旭町、清水丘、入船町、海岸町、木場町、末広町、山手町、高砂町、花園、柏台、駒場の各町が成立。

## 姉妹都市・提携都市

### 海外
- 姉妹都市
  -  レキシントン市（アメリカ合衆国、ケンタッキー州）

### 国内
- 友好都市
  - 兵庫県 洲本市 - 稲田家が治めた地域（洲本城）
  - 兵庫県 南あわじ市 - 稲田家が治めた地域（淡路島）
  - 徳島県 美馬市 - 稲田家が治めた地域（脇城、脇町）

## 経済
基幹産業は酪農。その他に競走馬の育成・生産、漁業、林業なども行われる。

## 教育
- 高等学校
  - 北海道静内高等学校
  - 北海道静内農業高等学校
- 特殊教育学校
  - 北海道平取養護学校静内ペテカリの園分校
- 中学校
  - 静内、静内第二、静内第三
- 小学校
  - 高静、静内、東静内、川合、春立、山手、桜丘

## 交通

### 鉄道
- 北海道旅客鉄道（JR北海道）
  - 日高本線 : 静内駅 - 東静内駅 - 春立駅 - 日高東別駅

### バス
- 道南バス
- ジェイ・アール北海道バス 高速えりも号のみ

### 道路
- 一般国道
  - 国道235号
- 都道府県道
  - 北海道道71号平取静内線
  - 北海道道111号静内中札内線（日高横断道路－現在通行止）
  - 北海道道637号西川東静内停車場線
  - 北海道道746号高見西舎線
  - 北海道道796号西端春立線
  - 北海道道992号静内停車場線
  - 北海道道1025号静内浦河線

## 名所・旧跡・観光スポット・祭事・催事
- 御殿山遺跡

### 観光
- ウインズ静内 （日本中央競馬会静内場外勝馬投票券発売所）
- 競走馬のふるさと日高案内所
- 二十間道路の桜並木（日本の道100選、北海道遺産）
- 静内温泉
- お登背の碑
- 静内町アイヌ民俗資料館

### 祭事
- しずない桜まつり

## 作品

### TVドラマ
- お登勢（NHK、2001年） 原作：船山馨 主演：沢口靖子

### 映画
- トラック野郎・望郷一番星（東映、1976年） 監督：鈴木則文 主演：菅原文太
- 優駿（東宝、1988年） 監督：杉田成道 主演：斉藤由貴
- 北の零年（東映、2005年） 監督：行定勲 主演：吉永小百合

### 小説
- 静かな大地 （朝日新聞社 2003年） 作者：池澤夏樹

### 漫画
- じゃじゃ馬グルーミン★UP! （小学館「週刊少年サンデー」1994-2000年） 作者：ゆうきまさみ
- 蒼太の包丁 （実業之日本社「週刊漫画サンデー」→「漫画サンデー」2003-2013年） 原作：末田雄一郎、作画：本庄敬

舞台は東京だが主人公の北丘蒼太が静内町出身である。そのため、北海道の回想場面がよく出てくる。

## 出身の有名人
- 石川セン - 宗教家
- 大野克之 - 新ひだか町長
- 岡田史子 - 漫画家
- 河原亜依 - シンガーソングライター
- 下川みくに - 歌手
- 大道寺小三郎 - みちのく銀行・元会長
- 東原玉造 - 元国営競馬騎手、調教師
- 橋本輝雄 - 元中山競馬倶楽部・日本競馬会・国営競馬・日本中央競馬会騎手、元調教師
- 矢野幸夫 - 元日本競馬会・国営競馬騎手、元調教師、馬の整体師